# Rosângela Santos
Rosângela Santos, född 20 december 1990, är en friidrottare från Brasilien. Hon deltog vid olympiska sommarspelen 2008.